# Cass County (альбом Дона Хенли)
| Совокупная оценка | Совокупная оценка |
| Источник          | Оценка            |
| ----------------- | ----------------- |
| Metacritic        | 75/100            |
| Оценки критиков   |                   |
| Источник          | Оценка            |
| AllMusic          | [ 2 ]             |
| The Guardian      | [ 3 ]             |
| Rolling Stone     | [ 4 ]             |

Cass County — пятый студийный альбом американского кантри-рок-музыканта Дона Хенли (участника группы The Eagles), выпущенный 25 сентября 2015 года. В записи песен участвовали такие звёзды как Мик Джаггер, Миранда Ламберт, Мерл Хаггард, Мартина МакБрайд, Долли Партон и Стиви Никс.
Диск дебютировал на третьем месте американского хит-парада Billboard 200, одновременно возглавив и кантри-чарт Top Country Albums. Это его первый студийный альбом за 15 лет после Inside Job (2000) и первый после сборника The Very Best of Don Henley (2009). Журнал Rolling Stone назвал альбом одним из лучших кантри-альбомов 2015 года и включил в свой список «40 Best Country Albums of 2015» (№ 2).
Название Cass County дано имени округа Касс (округ, Техас) в Техасе, в котором вырос Дон Хенли.
Альбом вышел 25 сентября 2015 года с тиражом в дебютную неделю 87 000 копий в США.
Альбом получил положительные отзывы музыкальной критики и интернет-изданий, например, AllMusic, Rolling Stone, The Guardian. Сайт Metacritic на основе анализа нескольких обзоров дал оценку в 75 из 100.
Альбом также возглавил кантри-чарт Top Country Albums, став для Хенли его 1-м чарттоппером в хит-параде этого музыкального жанра.
Cass County помог Дону Хенли войти в престижную команду рекордсменов, имеющих альбомы № 1 в кантри-чарте как сольно, так и в составе их прошлых групп или дуэтов за всю 51-летнюю историю Top Country Albums chart; ранее Хенли лидировал с группой Eagles (Long Road Out of Eden был № 1 в 2007). Певица Дженнифер Неттлз имеет три диска № 1 вместе с группой Sugarland — Love on the Inside (2008), Live on the Inside (2009) и The Incredible Machine (2010) и её чарттоппер-сольник 2014 года That Girl. Певица Вайнонна Джадд имела четыре № 1 в 1985—1988 как часть группы The Judds и плюс ещё ранние свои три сольника № 1: Wynonna (1992), Tell Me Why (1993) и What the World Needs Now is Love (2003).

## Список композиций
| №   | Название                                                   | Длительность |
| --- | ---------------------------------------------------------- | ------------ |
| 1.  | «Bramble Rose» (при участии Mick Jagger & Miranda Lambert) | 4:30         |
| 2.  | «The Cost of Living» (при участии Merle Haggard)           | 3:40         |
| 3.  | «No, Thank You»                                            | 3:45         |
| 4.  | «Waiting Tables»                                           | 4:47         |
| 5.  | «Take a Picture of This»                                   | 4:06         |
| 6.  | «Too Far Gone»                                             | 3:43         |
| 7.  | «That Old Flame» (при участии Martina McBride)             | 4:25         |
| 8.  | «The Brand New Tennessee Waltz»                            | 3:20         |
| 9.  | «Words Can Break Your Heart»                               | 3:40         |
| 10. | «When I Stop Dreaming» (при участии Dolly Parton)          | 3:06         |
| 11. | «Praying for Rain»                                         | 5:00         |
| 12. | «Too Much Pride»                                           | 3:45         |

| №   | Название                     | Длительность |
| --- | ---------------------------- | ------------ |
| 13. | «She Sang Hymns Out of Tune» | 3:15         |
| 14. | «Train In the Distance»      | 4:47         |
| 15. | «A Younger Man»              | 4:20         |
| 16. | «Where I Am Now»             | 2:34         |

| №   | Название                                                  | Длительность |
| --- | --------------------------------------------------------- | ------------ |
| 17. | «It Doesn't Matter To The Sun» (при участии Stevie Nicks) | 3:40         |
| 18. | «Here Comes Those Tears Again»                            | 3:50         |

## Позиции в чартах
Cass County стал для Дона Хенли его 1-м диском за 15 лет и первым возглавившим кантри-чарт. Ранее в десятку лучших в США входили диски The End of the Innocence (№ 8 в 1989), Inside Job (№ 7 в 2000).

### Альбом
| Чарт (2015)                        | Высшая позиция |
| ---------------------------------- | -------------- |
| Австралия (ARIA)                   | 23             |
| Австрия (Ö3 Austria)               | 34             |
| Бельгия/Фландрия (Ultratop)        | 39             |
| Бельгия/Валлония (Ultratop)        | 52             |
| Канада (Canadian Albums Chart)     | 4              |
| Дания (Hitlisten)                  | 31             |
| Нидерланды (Album Top 100)         | 5              |
| Германия (Offizielle Top 100)      | 21             |
| Ирландия (IRMA)                    | 14             |
| Италия (Classifica album)          | 81             |
| Новая Зеландия (RMNZ)              | 7              |
| Норвегия (VG-lista)                | 14             |
| Scottish Albums (OCC)              | 5              |
| Швеция (Sverigetopplistan)         | 14             |
| Швейцария (Schweizer Hitparade)    | 20             |
| Великобритания (UK Albums Chart)   | 7              |
| США (Billboard 200)                | 3              |
| США (Billboard Top Country Albums) | 1              |